# Dolichopoda capreensis
Dolichopoda capreensis är en insektsart som beskrevs av Capra 1968. Dolichopoda capreensis ingår i släktet Dolichopoda och familjen grottvårtbitare. Inga underarter finns listade i Catalogue of Life.